# ニッセンホールディングス
株式会社ニッセンホールディングス（英: Nissen Holdings Co., Ltd.）は、京都府京都市南区に本社を置く、通信販売大手のニッセンを中核とした持株会社。かつてはセブン&アイ・ホールディングス傘下だったが、現在は歯愛メディカルの完全子会社である。

## 概要
通販事業、金融事業、広告事業等のグループ子会社を束ねる純粋持株会社。主力会社のニッセンでは婦人服・インナーウェアを中心とした衣料品、インテリア、化粧品等の幅広い品目を取り扱う。

### 前史から会社創立まで
1957年（昭和32年）に京都市で設立された、京友禅の機械染め加工を手掛ける「東洋機械染工有限会社」を前身とする。3年後の1960年（昭和35年）に株式会社化し「株式会社東洋捺染」に社名変更。東洋捺染では、全国の染色や洗張の仲介業者から京都へ集まる注文を捌いていた。
東洋捺染の京都市内にあった東工場と西工場のうち、西工場が1965年（昭和42年）に独立し「株式会社日本捺染」を設立。日本捺染は、染色メーカーとして機械染め（捺染）を手掛ける傍ら、商事部を設置して呉服店に反物の卸売を行う呉服問屋としても営業を行った。
その成功を受け、1970年（昭和45年）4月に日本捺染の商事部を分離し「株式会社日本染芸」を設立。京都本社と秋田営業所において呉服専門のカタログ販売を開始した。
1970年代当時は日本におけるカタログ通販の黎明期であり、当初は客足が鈍かったものの、美容室にカタログを配布することで主婦の口コミにより広まって注文が増加した。このため美容室を「エージェント」と呼ばれる営業拠点とし、全国展開への足がかりとした。そして取り扱い商品も拡大し、呉服だけでなく洋服や宝石・貴金属などのアクセサリーなども扱うにあたり「日本染芸」の社名がイメージにそぐわなくなったため、1974年（昭和49）年12月に株式会社ニッセンに商号変更した。

### カタログ通販の老舗として
翌1975年7月には、総合カタログ『ニッセン』を発行し、衣料品・家庭用品などの通信販売を開始した。日本のカタログ通販としては老舗であり、同時期には全国の企業でカタログ通販が相次いで始まり、1974年にフジサンケイリビングサービス（現：DINOS CORPORATION）の『ディノス』、1975年には『セシール』（香川県高松市）、1976年には千趣会の『ベルメゾン』が創刊されている。
1974年10月、京都市南区吉祥院這登中町に本社・配送センターが竣工（現・NICビル）。1980年7月、京都市南区吉祥院西ノ茶屋町79番地に本社ビルが竣工し、旧本社を通販本部・配送センターとした。2012年12月には本社・オフィスを京都市南区西九条院町26番地のイオンモールKYOTO「Kaede館」5階・6階に移転し、旧本社ビルを「吉祥院ビル」に改称した。
2007年6月、純粋持株会社体制に移行し、株式会社ニッセンホールディングスと、完全子会社として新設した株式会社ニッセン（新法人）に会社分割し、株式会社ニッセンに事業を承継した。

### セブン&アイHD傘下入りと経営改革
2013年12月2日、セブン＆アイ・ホールディングス（以下、セブン＆アイHD）は、ニッセンホールディングスとの資本業務提携締結を発表。同時にセブン＆アイHDの完全子会社でIT・サービス事業分野の全体統括を担うセブン&アイ・ネットメディアによりTOBを実施、約126億円でニッセン株式を買収することを発表。ニッセンも買収に合意した。
翌2014年1月22日まで実施されたTOBと、ニッセンによる第三者割当増資により、セブン＆アイ・ネットメディアの子会社および、セブン＆アイHDの連結子会社となった。2016年11月1日には、株式交換によりセブン&アイHDおよびセブン&アイ・ネットメディアの完全子会社となった。
セブン＆アイHD傘下入りしたことにより、その後は本格的な経営再建計画がスタートした。
かつてはベッドやタンスなどの大型家具商品にも力を入れており、1995年9月には三重県いなべ市に三重大型商品配送センターを竣工した。2008年6月には家具・インテリアのカタログ通販会社「株式会社暮らしのデザイン」の全株式を取得して子会社化したが、セブン&アイHD傘下入り後の経営再建に伴い、大型家具通販事業から撤退した。これに伴い、2016年3月には三重大型商品配送センターを売却。同年4月に「株式会社暮らしのデザイン」は事業内容を広告事業に変更し「株式会社アド究舎」に社名変更した。
不採算事業の整理も行い、2012年3月にカタログギフト大手のシャディの全株式を取得し完全子会社化していたが、2018年4月にシャディの全株式を売却した。シャディの影響を除外すると2018年2月期決算では営業損失を縮小し、2013年12月期から続いていた営業赤字から脱却して実質営業黒字化したことになる。
また経営改革により、従来のカタログ通販からインターネット通販に主軸を移した。紙カタログの発行部数は2014年12月期の約2億1,000万冊をピークに減少、2018年2月期にはカタログの発行部数をピーク時の8割以上減らした。
またAmazonや、ユニクロに代表されるファストファッションに対抗するため、他社では展開の少ないサイズ関連事業に注力する方針とした。同年4月6日には競争性の高い事業として、大きいサイズの婦人服専門通販サイト「Alinoma (アリノマ) 」を開設したところ、サイト開設当初の1か月間の購入客数と売上高は計画の約2倍と好調であった。
実店舗では品揃えが困難となる多種多様なサイズ展開をセールスポイントとしており、SSサイズから最大10Lサイズまでという日本最大級のサイズ数を取り揃えている。
その後、セブン&アイ・ネットメディアは2024年7月1日、同社が保有するニッセンホールディングス全株式を歯愛メディカルに売却した。

## 沿革
- 1970年（昭和45年） 4月 - 株式会社日本捺染の商事部を分離し、株式会社日本染芸として設立（資本金200万円）[4]。
- 1974年（昭和49年）
  - 10月 - 京都市南区吉祥院這登中町に本社・配送センターが竣工[4]（現・NICビル[2]）。
  - 12月 - 株式会社ニッセンに社名変更[4]。
- 1975年（昭和50年）7月 - 総合カタログ『ニッセン』を発行、衣料品・家庭用品などの通信販売を開始[4]。
- 1980年（昭和55年）7月 - 京都市南区吉祥院西ノ茶屋町に本社ビル竣工[4]。旧・本社を通販本部・配送センターとする[4]。
- 1988年（昭和63年）10月 - 大阪証券取引所2部[4]、京都証券取引所に上場。
- 2000年（平成12年）10月 - GEキャピタル（現・GE）と50%ずつの出資比率で「ニッセン・ジー・イー・クレジット株式会社」を設立、ニッセンのクレジットサービス部門を営業譲渡[4]。
- 2002年（平成14年）12月 - 大阪証券取引所1部に指定替え[4]。
- 2003年（平成15年） 7月 - 東京証券取引所1部に上場[4]。
- 2004年（平成16年）6月 - 完全子会社「株式会社ニッセン・ロジスティクス・サービス」を設立、物流機能を移管[4]。
- 2006年（平成18年）6月 - 豊田自動織機にニッセン・ロジスティクス・サービスの株式50.5%を譲渡。同社は「株式会社通販物流サービス」に社名変更[4]。
- 2007年（平成19年） 6月 - 持株会社化し、株式会社ニッセンホールディングスに社名変更[4]。会社分割により株式会社ニッセン（新・法人）を設立し事業継承[4]。
- 2011年（平成23年）5月 - 豊田自動織機より通販物流サービスの全株式を買い戻し、完全子会社化。
- 2012年（平成24年） 
  - 3月 - UCCホールディングス株式会社との資本業務提携に伴い、シャディ株式会社の全株式を取得し完全子会社化[4]。UCCがニッセンホールディングスの第三者割当増資を引き受け、筆頭株主になる。
  - 12月 - 本社・オフィスを京都市南区吉祥院西ノ茶屋町79番地から、同区西九条院町26番地に移転。旧本社ビルを「吉祥院ビル」に改称[4]。
- 2013年（平成25年）12月 - セブン＆アイ・ホールディングス、及びその完全子会社であるセブン＆アイ・ネットメディアとの資本業務提携契約を締結[4]。
- 2014年（平成26年）
  - 1月 - セブン＆アイ・ネットメディアによるTOBおよび第三者割当増資により、セブン＆アイ・ネットメディアの子会社、及びセブン＆アイ・ホールディングスの連結子会社となる[4]。これに伴い、UCCホールディングスとの資本業務提携契約を解消。
  - 4月 - Tポイント（現・Vポイント）を導入[16]。
- 2016年（平成28年）
  - 10月27日 - 東京証券取引所1部上場廃止。
  - 11月1日 - 株式交換により、セブン&アイ・ホールディングス及びセブン&アイ・ネットメディアの完全子会社となる[4]。三角株式交換の方式を採用し、対価にはセブン&アイ・ホールディングスの株式を割り当てた。
- 2018年（平成30年）4月27日 - シャディ全株式をL Capital TOKYO株式会社へ譲渡[17]。
- 2024年（令和6年）7月1日 - セブン&アイ・ネットメディアが、当社の全株式を歯愛メディカルへ売却[15]。

## コマーシャル
- 1993年に放送されたCMでは中年女性3人が閉店間際でシャッターを下ろしている店舗にしゃがみ込みながら顔を出して「あっ、ちょっと(商品を)見せて！」と声をかけて、それに対して店主(声のみ)が「あっ、ちょっと遅い！」というやり取りをするCMが放送されていたが、放映期間中に福岡県の小学生が校内の防火シャッターの点検作業中に、このCMを真似てシャッターに首が挟まれて負傷する事態が発生。視聴者から「子供が真似をする」「危険行為を放送するな」と言った苦情が殺到したため、その後のCMには画面下部に「お子様はまねをしないようにお願いします。」という注意テロップを表示した。
- 1994年に放送された田嶋陽子、石田えり、人村朱美を起用したコマーシャルの「見ーてーるーだーけー」というフレーズと「店で調べて家で買う」という消費者行動喚起が話題となった。CM放送後にはカタログ誌が1100万部発行され「業界始まって以来の発行部数」となった[18]。同CMはCM総合研究所調べの1994年9月度のCM好感度ランキングで総合1位を獲得している[19]。現在、家電ショップ等の実店舗で見られる「ショールーミング現象」の先駆け的企業と言える。
- 2010年以降のCMキャラクターは香里奈であったが、2015年春に降板した。
- 2016年はNEWSを起用した。

2022年現在は、大々的にCM放映はされていない。

## 主なグループ会社
株式会社ニッセン
通信販売業。婦人服を中心とした衣料品、インテリア雑貨などのインターネット・カタログ通販。
株式会社ニッセンライフ
生命保険の募集に関する業務および損害保険代理業。
ニッセン・クレジットサービス株式会社
クレジットカード事業、融資事業、情報提供サービス業、保険代理店業など。
株式会社アド究舎
旧：暮らしのデザイン。広告代理店業、カタログ設置サービスなど。
株式会社マロンスタイル
ラージサイズの婦人服アパレル企画販売など。

## 過去の主なグループ会社
株式会社オリエンタルダイヤモンド
宝飾用ダイヤモンドの輸入、ダイヤモンドジュエリーの開発・販売 - 2017年4月28日付で、株式会社ゴードン・ブラザーズ・ジャパンが完全子会社化。
株式会社トレセンテ
貴金属・宝飾品等の販売 - 2017年4月28日付で、RIZAPグループ株式会社の子会社、夢展望株式会社が完全子会社化。
シャディ株式会社
カタログギフトの販売。「有店舗メディアミックス型ビジネスモデル」として、ギフト用品および生活関連用品を全国の販売店を通じて販売 - 2018年4月28日付で、ラオックスとロコンドの共同出資会社であるL Capital TOKYO 株式会社の完全子会社となる。
株式会社SCORE
後払いサービスなど。ニッセン通販の後払いサービスを担当する。2024年7月1日に、ニッセンが保有していた全株式を株式会社DGフィナンシャルテクノロジーに売却。

## 不祥事

### 下請法違反
子会社のニッセンが事務手数料徴収と称し、製造委託先の業者に支払うべき代金を不当に減額したり、不当な返品処理を行っていたことが表面化。ニッセン側の事情を聴いた上で、2012年9月20日に公正取引委員会により下請法に基づく勧告がなされた。なお、下請法違反による通販会社への勧告は全国初の事例となった。

### 商標問題
ニッセンは2005年に、同社がカタログ販売する4本のラインを並べた運動靴のデザインについて商標登録を出願した。特許庁は当該デザインについて、アディダスが1949年に販売を開始した3本ラインの運動靴とのデザインの違いが「十分に区別可能である」として商標登録を認めたが、アディダス側が「自社の運動靴と混同されるおそれがある」として、特許庁による認定を無効とするよう訴訟を提起した。2012年11月15日に知財高裁は「アディダスの著名な商標を連想させる」として、アディダス側の訴えを認め、特許庁の審決を無効とする判決を言い渡した。

### 景品表示法違反（優良誤認）
ニッセンが販売していた、葛の花から抽出したイソフラボンを含む機能性表示食品を摂取すると、あたかも痩せるような広告をしていたとして、2017年11月7日に消費者庁から景品表示法違反（優良誤認）として再発防止の措置命令を受けた。